# I. e. 1-es évek
Évszázadok: i. e. 2. század – i. e. 1. század – 1. század
Évtizedek: i. e. 50-es évek – i. e. 40-es évek – i. e. 30-as évek – i. e. 20-as évek – i. e. 10-es évek – i. e. 1-es évek – 1-es évek – 10-es évek – 20-as évek – 30-as évek – 40-es évek
Évek: i. e. 9 – i. e. 8 – i. e. 7 – i. e. 6 – i. e. 5 – i. e. 4 – i. e. 3 – i. e. 2 – i. e. 1

## Események
- Jézus születése